# Светлов, Роман Викторович
Рома́н Ви́кторович Светло́в (род. 23 августа 1963) — российский философ, религиовед и писатель, директор Издательства Санкт-Петербургского университета (в 2003—2008 годах). Доктор философских наук (1996), профессор. Член Экспертного совета Высшей аттестационной комиссии при Министерства образования и науки Российской Федерации по теологии; в 2018—2021 годах — директор Института философии РГПУ имени А. И. Герцена. С февраля 2022 года руководитель Высшей школы философии, истории и социальных наук Балтийского федерального университета им. Иммануила Канта.

## Биография
Родился в семье рабочего Виктора Георгиевича Светлова.
В 1986 году окончил философский факультет ЛГУ имени А. А. Жданова по кафедре истории философии. В 1989 году, по окончании аспирантуры ЛГУ, защитил кандидатскую «Формирование концепции времени в древнегреческой философии» (специальность — 09.00.03 «история философии»). В 1996 году защитил докторскую диссертацию на тему «Античный неоплатонизм и Александрийская школа экзегетики» (специальность — 09.00.03 «история философии»).
С 1989 по 2018 год преподавал на философском факультете Санкт-Петербургского государственного университета. C 2000 года в звании профессора.
С 1991 года декан факультета философии, богословия и религиоведения, директор издательства РХГА, профессор и заведующий кафедрой религиоведения Русской христианской гуманитарной академии. С 2010 года профессор СПбДА. 4 июля 2018 года был назначен заведующим кафедрой философской антропологии и истории философии РГПУ имени Герцена и возглавил Институт философии человека. С февраля 2022 года возглавляет Высшую школу философии, истории и социальных наук Балтийского федерального университета им. Иммануила Канта.
Основатель и руководитель Санкт-Петербургского Платоновского философского общества (первая конференция состоялась в 1993 году).
Главный редактор журнала «Вестник Русской христианской гуманитарной академии». Член редакционной коллегии ежеквартального научного журнала «Государство, религия, Церковь в России и за рубежом». Член редакционной коллегии «Журнала Сибирского федерального университета. Серия: Гуманитарные науки».
Автор более 70 научных работ, в том числе монографий «Античный неоплатонизм и александрийская экзегетика» (1996) и «Гнозис и экзегетика» (1998), а также автор ряда исторических романов и повестей.

## Избранная библиография
- Светлов Р. В. Прорицатель. Гильгамеш. Легенда о Тевтобургском лесе. — Авторский сборник. — СПб.: Комплект, 1994. — 403 с. — 7400 экз. — ISBN 5-88596-009-7.,
  - «Прорицатель», роман,
  - «Гильгамеш», повесть,
  - «Легенда о Тевтобургском лесе», рассказ.
- «Античный неоплатонизм и александрийская экзегетика». — СПб., 1996. — ISBN 5-288-01469-8
- «Друзья и враги России». — СПб., 2002. ISBN 5-94278-356-X
- «Войны античного мира. Походы Пирра». — М., 2003. ISBN 5-17-016206-5
- «Сон Брахмы». — СПб., 2007. ISBN 978-5-367-00513-4
- «БАЛИ.Шесть соток в раю». — СПб., 2010. ISBN 978-5-367-01638-3
- «Великие сражения античности». — М., 2008. ISBN 978-5-699-25250-3
- Иконография античных философов: история и антропология образов. — СПб.: Платоновское философское общество, 2017. — 244 с. : ил., [16] с. ил. ISBN 978-5-9909527-8-2 (в соавторстве с Д. Ю. Дорофеевым и В. В. Савчуком)
- «Идеология и история: История России как предмет идеологической конкуренции». — СПб.: Издательство РХГА, 2018. — 320 с. ISBN 978-5-88812-890-9
- Платон. Политик / Исследование, перевод и комментарии Р. В. Светлова. — СПб.: Платоновское философское общество, 2019. — 212 с. — (Наследие Платона). — ISBN 978-5-6042054-0-2